# 拉法耶蒂顾问城
拉法耶蒂顾问城是巴西米纳斯吉拉斯州的一个市镇。总面积369.544平方公里，总人口113576人，人口密度307.3人/平方公里。